# Mixaleyrodes
Mixaleyrodes es un género de hemípteros de la familia Aleyrodidae, subfamilia Aleyrodinae.

## Especies
- Mixaleyrodes polypodicola Takahashi, 1963
- Mixaleyrodes polystichi Takahashi, 1936